# 烏帽子
烏帽子（日语：／ eboshi */?）是平安時代至近代和服的一種黑色禮帽，所以又名平安烏帽。它可能由中國漢服的高屋烏紗帽演變而成。
早期使用薄絹製作，後來變為紙製，黑漆塗在表面。庶民則使用麻織成。本來為男性使用，後來舞白拍子的女性（遊女、藝妓）也戴著烏帽子。
烏帽子本來是上層公卿的服飾，平安時代以後普及到了民間。從鎌倉時代開始，烏帽子越高表示身份等級越高。
在日本中世，武士剛剛成年之時，就會邀請一定與家族有關的特定人物為其行元服禮並戴烏帽子。戴帽子者稱烏帽子親，被戴帽者稱烏帽子子。
在現代日本，烏帽子是神社中神官和相撲比賽裁判行司的服飾。

## 烏帽子的類別
- 立烏帽子：烏帽子中最高等級。為圓筒形，一般為公卿使用，現在為神官（神職）。
- 折烏帽子：廣義上為被折疊的立烏帽子。武士和庶民使用。
- 揉烏帽子

## 外部連結
- （日語） 冠與烏帽子 （页面存档备份，存于）